# Adam Viktora
Adam Viktora (ur. 6 września 1996) – seszelski pływak.
W 2014 na Igrzyskach Wspólnoty Narodów w Glasgow wziął udział w pięciu konkurencjach, jednak w żadnej nie zdołał awansować do półfinałów. Dwa lata później – w 2016 – wystąpił na Letnich Igrzyskach Olimpijskich w Rio de Janeiro w konkurencji 50 m stylem dowolnym, gdzie odpadł w eliminacjach z czasem 24,32.